# Серебряный овраг
Серебряный овраг — овраг на западе Москве неподалёку от Троице-Лыкова. По оврагу проходит ручей, правый приток Москвы-реки. Длина — 0,6 км. Впадает в Москву у Троице-Лыкова выше устья Большой Гнилуши.
Точной истории происхождения названия не сохранилось, но овраг упоминается в межевой грамоте периода Смутного времени.
Овраг интересен в геологическом отношении. Здесь находится толща доледниковых и межледниковых пресноводных отложений, состоящая из песчано-известковой сланцеватой глины, настолько пропитанной органическими веществами, что она способна гореть с ароматическим запахом. В толще можно найти отпечатки частей растений и животных; в стоячем положении был найден почти полный скелет мамонта, переданный в музей Московского университета.